# Билингва (вазопись)
Слева - чернофигурная сторона, справа - краснофигурная.
Билингва — техника росписи древнегреческих ваз, существовавшая в Аттике в переходный период от чернофигурной к краснофигурной вазописи. На одной стороне керамического сосуда находится изображение, выполненное в более раннем чернофигурном стиле, а на другой — краснофигурное изображение, иногда на тот же самый сюжет. Такие вазы изготавливались очень краткий период времени, предположительно для того, чтобы обеспечить сбыт керамики в новом неизвестном краснофигурном стиле. В технике билингвы работали Андокид, Лисиппид, Ольтос, Эпиктет и Псиакс.
В стиле комбинированной чёрно-краснофигурной росписи выполнялись чаши и амфоры.